# Gavriil Petrovič Gagarin
Principe Gavriil Petrovič Gagarin, in russo Гавриил Петрович Гагарин? (20 gennaio 1745 – Mosca, 31 gennaio 1808), è stato un nobile e politico russo.

## Biografia
Figlio del principe Pëtr Ivanovič Gagarin, e di sua moglie, Anna Michajlovna Leont'eva. Nel 1771 al 1773, sotto il nome di Penzin, fece un Grand Tour in Europa, in compagnia di Aleksandr Borisovič Kurakin e Nikolaj Petrovič Šeremetev, visitando Leida, Anversa, Bruxelles, Calais, Londra, Parigi, al fine di completare la loro formazione.

## Carriera
Nel luglio 1773, come volontario, partecipò alla guerra russo-turca. Nel 1783 gli venne concesso il titolo di ciambellano e il 2 settembre 1793 fu nominato senatore.
Divenne vicino al granduca Pavel Petrovič per la sua lontana parentela con i fratelli Panin e Aleksandr Borisovič Kurakin. Con l'ascesa al trono di Paolo I divenne un membro del consiglio imperiale. Con l'ascesa al trono di Alessandro I, mantenne la sua posizione a corte.
Fu membro della Massoneria e con Aleksandr Borisovič Kurakin, che l'aveva iniziato, ottenne l'assenso del Gran maestro della Gran Loggia nazionale di Svezia per applicare alla massoneria russa il sistema rituale svedese. Fu Maestro venerabile delle logge "Uguaglianza" (1775-77), "Apis" (1780) e "Sfinge". Dopo quest'ultima lasciò il sistema svedese e nel 1783 si affiliò alla loggia "Harmonia", della quale divenne poi membro d'onore. Fu altresì Maestro venerabile di altre logge in diverse altre città russe, secondo sorvegliante della Gran Loggia, che lo incaricò di mantenere delle relazioni con Berlino. Nel 1776 ricevette il nono ed ultimo grado del sistema svedese e fu Gran Maestro della Gran Loggia Provinciale. Fu membro del Capitolo della "Fenice" e all'inizio del Nagovecento oratore della loggia della "Sfinge morente".

## Matrimonio
Nel 1775, sposò Praskov'ja Fëdorovna Voejkova (25 ottobre 1757-11 luglio 1801), figlia del governatore generale di Kiev, il generale in capo Fëdor Matveevič Voejkov e di Anna Ivanovna Žerebcova. Ebbero sei figli:
- Pavel Gavrilovič (1777-1850), sposò Anna Petrovna Lopuchina, non ebbero figli;
- Marija Gavrilovna (1778-1835);
- Elena Gavrilovna (1780-1842);
- Anna Gavrilovna (1782-1856), sposò Pavel Vasil'evič Golovin;
- Varvara Gavrilovna (1784-1808), sposò Aleksander Sigunov;
- Ekaterina Gavrilovna (1785-1861), sposò Nikita Dolgorukij.